# Елбертвілл (аеропорт)
Регіональний аеропорт Елбертвілл (FAA:8A0) — регіональний аеропорт Елбертвілла, міста у штаті Алабама, США. Заснований 1962 року. Має одну злітну смугу довжиною 1,864 м. 2007 року аеропорт обробив 25400 операцій зліт-посадка авіації загального користування. У аеропорту базуються 53 літаки, зокрема одно- та багатомоторні та вертольоти. Відомий також як аеропорт ім. Томаса Брумліка.